# Croton rheedei
Espèce
Croton rheedei est une espèce de plantes à fleurs du genre Croton et de la famille des Euphorbiaceae, présente en Inde.
Il a pour synonyme :
- Croton gibsonii, J.Graham, 1839
- Oxydectes rheedei, (J.Graham) Kuntze